# Wataru Tanigawa
Wataru Tanigawa (谷川 航, Tanigawa Wataru) (né le 23 juillet 1996 à Funabashi) est un gymnaste artistique japonais. Il est le frère de Kakeru Tanigawa.

## Carrière
Il remporte la médaille de bronze par équipes lors des Championnats du monde 2018 et des  Championnats du monde 2019.